# Майдель, Игнатий Николаевич
Барон Игна́тий Никола́евич фон-Ма́йдель (20 декабря 1874, Царское Село — 23 декабря 1930, Любляна) — русский генерал, герой Первой мировой войны, профессор Люблянского университета.

## Биография
Православный. Из дворянского рода баронов Майделей. Брат Бориса и Владимира фон-Майделей.
Окончил Владимирский Киевский кадетский корпус (1893) и Михайловское артиллерийское училище (1896), был выпущен в лейб-гвардии 1-ю артиллерийскую бригаду.
Чины: подпоручик гвардии (1894), поручик (1900), штабс-капитан (1901), капитан гвардии (1905), подполковник (1905), генерал-майор (1915). генерал-лейтенант (1919).
В 1901 году окончил Михайловскую артиллерийскую академию (по 1-му разряду).
Служил младшим артиллерийским приемщиком при Главном артиллерийском управлении (1901—1902), младшим офицером Михайловского артиллерийского училища (1902—1906), заведующим полем Офицерской артиллерийской школы (1906—1911). Командовал батареей. В 1913 году был назначен старшим руководителем Офицерской артиллерийской школы.
С началом Первой мировой войны по собственной просьбе был определён в действующую армию. Командовал 2-м дивизионом 10-й артиллерийской бригады (1915), 26-й артиллерийской бригадой (1915—1916). С января 1916 года состоял генералом для поручений при генерал-инспекторе артиллерии великом князе Сергее Михайловиче. Был награждён Георгиевским оружием
За то, что в боях 14 и 15 августа 1914 года, презирая явную опасность, под сильным ружейным и пулеметным огнём, умело руководил своим дивизионом, быстро выводя в тяжелые минуты боя батареи дивизиона на самое близкое расстояние к противнику, чем содействовал общему успеху.
После Февральской революции исполнял должности инспектора артиллерии: 24-го армейского корпуса (с марта 1917), Особой армии (с мая), армий Западного фронта (с сентября).
После Октябрьской революции выехал в Румынию. В 1918 году пребывал в Яссах, занимался вопросами снабжения Донской армии артиллерийскими снарядами. По указанию атамана Краснова налаживал контакты с представителями Антанты. В ноябре 1918 состоял при французской военной миссии в Бухаресте. Вернулся на Юг России и был назначен начальником артиллерии Донской армии (?—июль 1919). В марте 1920 возглавлял оборону Екатеринодара, позднее находился в распоряжении главнокомандующего в Крыму.
По окончании Гражданской войны эмигрировал в Югославию. С 1922 года работал ассистентом, позднее — профессором, начальником лаборатории химической технологии на химической кафедре Люблянского университета. Написал ряд научных работ по химии и металлургии. Состоял членом Корпорации академиков-артиллеристов.
Умер 3 декабря 1930 в Любляне. Был похоронен с воинскими почестями.

## Семья
- братья:
  - Владимир Николаевич (1.04.1864 — после 1930) — генерал-майор кавалерии
  - Борис Николаевич (21.06.1871 — после 1940) — полковник артиллерии
- жена — баронесса Лариса Николаевна фон Майдель
- сын — Владимир (1915[3]−?)

## Награды
- Орден Святого Станислава 3-й ст. (1904) с мечами и бантом (1917);
- Орден Святой Анны 3-й ст. (1909);
- Орден Святого Владимира 4-й ст. с мечами и бантом (1914);
- Георгиевское оружие (ВП 09.03.1915);
- Орден Святого Станислава 1-й ст. с мечами (1916);
- Орден Святой Анны 2-й ст. с мечами (1916).